# أندريا لوبيز كاباييرو
أندريا لوبيز كاباييرو (بالإسبانية: Andrés López Caballero)‏ هو رسام إسباني، (ولد في نابولي في إيطاليا 1647  م).